# Radikal 120
Radikal 120 mit der Bedeutung „Seide“ ist eines von 29 der 214 traditionellen Radikale der chinesischen Schrift, die mit sechs Strichen geschrieben werden.
Mit 250 Zeichenverbindungen in Mathews’ Chinese-English Dictionary gibt es sehr viele Schriftzeichen, die unter diesem Radikal im Lexikon zu finden sind.
Schreibvarianten des Radikals: 糹und 纟. Mit 糸 und 糹 werden Zeichenverbindungen von U+7CF8 bis 纞 U+7E9E codiert, anschließend daran mit 纟 von U+7E9F bis 缵 U+7F35.
Das Radikal „Seide“ nimmt nur in der Langzeichen-Liste traditioneller Radikale, die aus 214 Radikalen besteht, die 120. Position ein. In modernen Kurzzeichen-Wörterbüchern kann es sich an ganz anderer Stelle finden.
Die Legende schreibt die Erfindung der Seide der Frau des Gelben Kaisers zu. Seide gab es schon vor der Shang-Dynastie. Als „Faden“ findet es sich auch schon unter den Orakelknochen. Erst gegen 550 haben zwei Mönche im Auftrag des Kaisers Justinian I. Seidenraupen aus China gestohlen und damit die chinesische Monopolstellung der Seidenerzeugung geschädigt. Das Piktogramm zeigt zwei Kokons übereinander und drei verknüpfte Fäden. Die Hand über dem Faden ergibt binden. Der Sohn/das Kind 子 (Zi) und der Faden 糸 (Mì) ist der Enkel 孫 (Sūn), der die Fortführung der Familie bedeutet. Die Seide neben dem Flaum bedeutet Samt.
Beispiele für Zusammensetzungen mit diesem Radikal sind:
| Zeichen | Erklärung |
| ------- | --- |
| 丝      | Das gewöhnliche Schriftzeichen für Seide setzt sich zusammen aus zweimal dem Radikal 糸.                                       |
| 絲      | Das Langzeichen für Seide setzt sich zusammen aus beiden Varianten des Radikals 糹und 糸.                                      |
| 编      | Das Schriftzeichen für Flechten setzt sich zusammen aus dem Radikal 糸 und dem rechten Bestandteil, der die Aussprache angibt. |
| 绳      | Das Schriftzeichen für Seil setzt sich zusammen aus dem Radikal 糸 und dem rechten Bestandteil, der die Aussprache angibt.     |

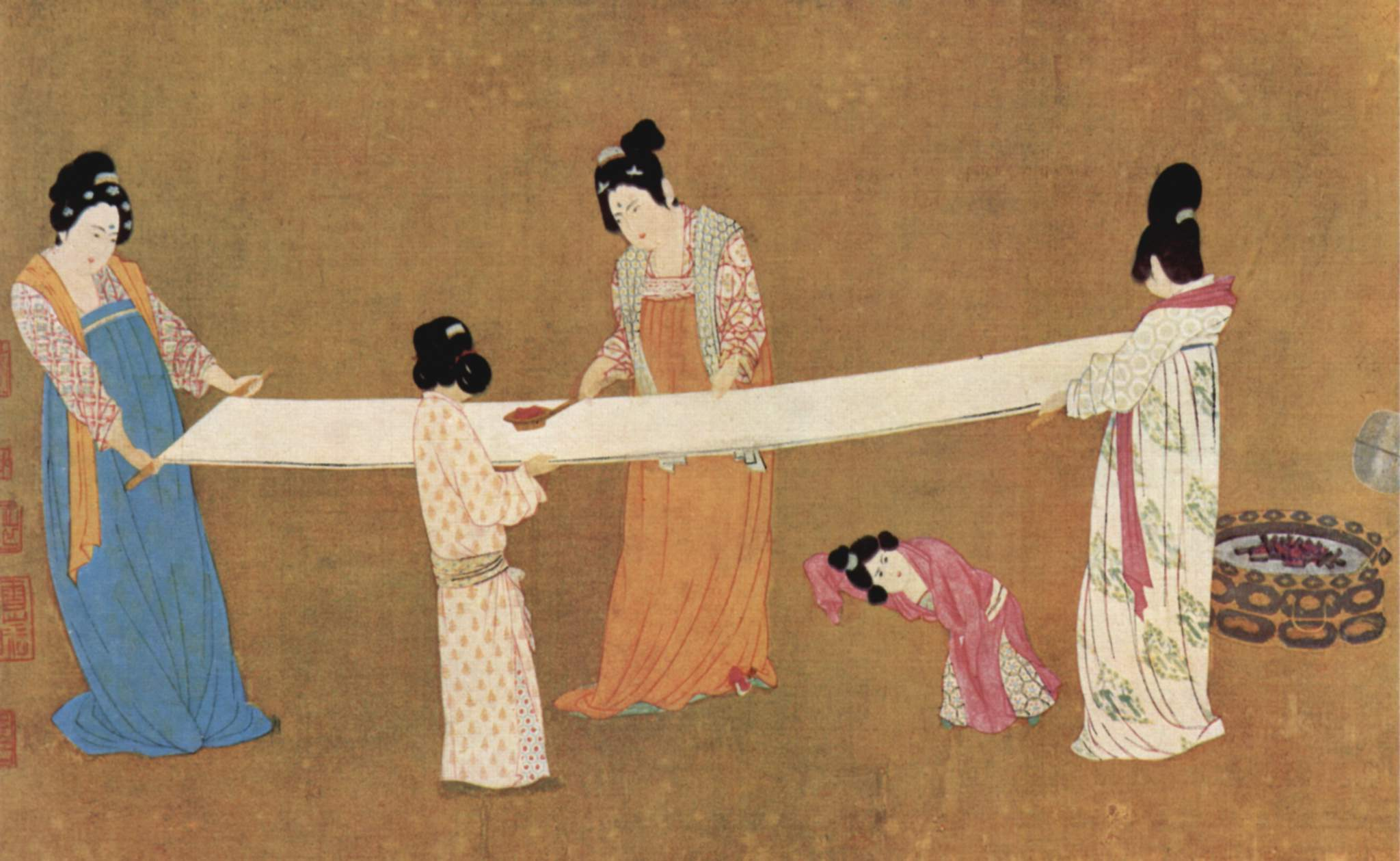
Seidenbearbeitung im alten China

Manche der mit diesem Radikal gebildeten Zeichen drücken Farben aus wie zum Beispiel:
红 (= rot),
绿 (= grün),
绛 (= tiefrot) und
缃 (= hellgelb).
Diese Farben spielten alle bei der Herstellung von Seidenfäden eine wichtige Rolle.

## Schriftzeichenverbindungen, die vom Radikal 120 regiert werden
| Striche | Zeichen |                                                                               |
| ------- | --- | ----------------------------------------------------------------------------- |
| +0      | 糸 糹 | 纟                                                                            |
| +01     | 糺 系 |                                                                               |
| +02     | 䊵 糼 糽 糾 糿 | 纠                                                                            |
| +03     | 䊶 䊷 䊸 䊹 䌶 紀 紁 紂 紃 約 紅 紆 紇 紈 紉 | 纡 红 纣 纤 纥 约 级 纨 纩 纪 纫 纶                                           |
| +04     | 䊺 䊻 䊼 䊽 䊾 䊿 䋀 䋁 䋂 䋃 䋄 䋅 䋆 䋇 䌸 紊 紋 紌 納 紎 紏 紐 紑 紒 紓 純 紕 紖 紗 紘 紙 級 紛 紜 紝 紞 紟 素 紡 索 紣 紤 紥 紦 紧 索 紐                                                                            | 纬 纭 纮 纯 纰 纱 纲 纳 纴 纵 纷 纸 纹 纺 纻 纼 纽 纾                         |
| +05     | 䋈 䋉 䋊 䋋 䋌 䋍 䋎 䋏 䋐 䋑 䋒 䋓 䋔 䌷 䌹 紨 紩 紪 紫 紬 紭 紮 累 細 紱 紲 紳 紴 紵 紶 紷 紸 紹 紺 紻 紼 紽 紾 紿 絀 絁 終 絃 組 絅 絆 絇 絈 絉 絊 絋 経 累                                                          | 线 绀 绁 绂 练 组 绅 细 织 终 绉 绊 绋 绌 绍 绎 经 绐                         |
| +06     | 䋕 䋖 䋗 䋘 䋙 䋚 䋛 䋜 䋝 䋞 絍 絎 絏 結 絑 絒 絓 絔 絕 絖 絗 絘 絙 絚 絜 絝 絞 絟 絠 絡 絢 絣 絤 絥 給 絧 絨 絩 絪 絫 絬 絭 絮 絯 絰 統 絲 絳 絴 絵 絶 絷                                                             | 䌺 䌻 绑 绒 结 绔 绕 绖 绗 绘 给 绚 绛 络 绝 绞 统                            |
| +07     | 䋟 䋠 䋡 䋢 䋣 䋤 䋥 䋦絛 絸 絹 絺 絻 絼 絽 絾 絿 綀 綁 綂 綃 綄 綅 綆 綇 綈 綉 綊 綋 綌 綍 綎 綏 綐 綑 綒 經 綔 綕 綖 綗 綘 継 続 綛 緐                                                                                | 䌼 绠 绡 绢 绣 绤 绥 绦 继 绨                                                 |
| +08     | 䋧 䋨 䋩 䋪 䋫 䋬 䋭 䋮 䋯 䋰 䋱 䋲綜 綝 綞 綟 綠 綡 綢 綣 綤 綥 綦 綧 綨 綩 綪 綫 綬 維 綮 綯 綰 綱 網 綳 綴 綵 綶 綷 綸 綹 綺 綻 綼 綽 綾 綿 緀 緁 緂 緃 緄 緅 緆 緇 緈 緉 緊 緋 緌 緍 緎 総 緑 緒 緔 緕 綠 綾        | 䌽 绩 绪 绫 绬 续 绮 绯 绰 绱 绲 绳 维 绵 绶 绷 绸 绹 绺 绻 综 绽 绾 绿 缀 缁 |
| +09     | 䋳 䋴 䋵 䋶 䋷 䋸 䋹 䋺 䋻 䋼 䋽 䋾 䋿 䌀 䌁 䌂 䌃 䌄 䌾 䌿 緓 緖 緗 緘 緙 線 緛 緜 緝 緞 緟 締 緡 緢 緣 緤 緥 緦 緧 編 緩 緪 緫 緬 緭 緮 緯 緰 緱 緲 緳 練 緵 緶 緷 緸 緹 緺 緻 緼 緽 緾 緿 縀 縁 縂 縃 縄 縅 縆 縇 練 | 缂 缃 缄 缅 缆 缇 缈 缉 缊 缋 缌 缍 缎 缏 缐 缑 缒 缓 缔 缕 编 缗 缘          |
| +10     | 䌅 䌆 䌇 䌈 䌉 䌊 䌋 䍀 縈 縉 縊 縋 縌 縍 縎 縏 縐 縑 縒 縓 縔 縕 縖 縗 縘 縙 縚 縛 縜 縝 縞 縟 縠 縡 縢 縣 縤 縥 縦 縧 縨                                                                                              | 缙 缚 缛 缜 缝 缞 缟 缠 缡 缢 缣 缤                                           |
| +11     | 䌌 䌍 䌎 䌏 䌐 䌑 䌒 䌓 䌔 䌕 縩 縪 縫 縬 縭 縮 縯 縰 縱 縲 縳 縴 縵 縶 縷 縸 縹 縺 縻 縼 總 績 縿 繀 繁 繂 繃 繄 繅 繆 繇 繉 繊 繌 繍縷                                                                                | 缥 缦 缧 缨 缩 缪 缫                                                          |
| +12     | 䌖 䌗 䌘 䌙 䌚 䌛 繈 繎 繏 繐 繑 繒 繓 織 繕 繖 繗 繘 繙 繚 繛 繜 繝 繞 繟 繠 繡 繢 繣 繤 繥 繧 繱 | 缬 缭 缮 缯                                                                   |
| +13     | 䌜 䌝 䌞 䌟 䌠 䌡 䌢 䍁 繋 繦 繨 繩 繪 繫 繬 繭 繮 繯 繰 繲 繳 繴 繵 繶 繷 繸 繹 繺 | 缰 缱 缲 缳 缴                                                                |
| +14     | 䌣 䌤 䌥 䌦 䌧 繻 繼 繽 繾 繿 纀 纁 纂 纃 |                                                                               |
| +15     | 䌨 䌩 纄 纅 纆 纇 纈 纉 纊 纋 續 纍 纎 纏 纐 |                                                                               |
| +16     | 䌪 䌫 䌬 䌭 纑 纒 | 缵                                                                            |
| +17     | 䌮 纓 纔 纕 纖 |                                                                               |
| +18     | 䌯 䌰 䌱 䌲 纗 |                                                                               |
| +19     | 䌳 䌴 纘 纙 纚 纛 |                                                                               |
| +21     | 䌵 纜 纝 |                                                                               |
| +23     | 纞 |                                                                               |

 Im Unicodeblock Kangxi-Radikale ist das Radikal 120 unter der Codepointnummer 12.151 (U+2F77) codiert.